# Церковь Святой Троицы (Санок)
Церковь Святой Троицы в Саноке (пол. Sobor Swiętej Trójcy) – православная церковь в Саноке, главная святыня Перемышльской и Горлицкой епархии Польской православной церкви.

## История
Православная церковь на этом месте впервые упоминается в  середине XVI века, в начале XVIII века деревянная саноцкая церковь из православной стала греко-католической. Современное каменное здание построено в 1784-1789 гг. В начале XX века наметилось движение за возвращение части лемков (проживавших в Саноке) из унии в православие, ставшее многочисленным в 1920-е гг. – так снова возникла православная община Санока. В церкви начали проводиться и православные службы, наряду с греко-католическими.
В послевоенной Польше униатская церковь оказалась под запретом. Саноцкая церковь Святой Троицы, как и большинство греко-католических церквей, перешла под юрисдикцию Польской автокефальной православной церкви.  В 2009 году её юрисдикция, после ряда споров, была окончательно закреплена за православной церковью.